# حكومة أحمد بلافريج
حكومة أحمد بلافريج هي ثالث حكومة في المغرب بعد استقلاله عن فرنسا سنة 1955. تم تأسيس المجلس الحكومي برئاسة أحمد بلافريج و بتعيين من الملك محمد الخامس يوم 12 مايو 1958 و ظلت صلاحيتها حتى 3 ديسمبر 1958.

## التركيبة الأولى للحكومة
تم تعيين أعضاء الحكومة بمقتضى الظهير الشريف 152-58-1 الذي نشر في العدد 2378 من الجريدة الرسمية بتاريخ 23 مايو 1958، بعد أن أدى أعضاء الحكومة اليمين يوم 12 مايو 1958‘.
| الصورة | الحقيبة الوزارية                               | الاسم              | الحزب         |
| ------ | ---------------------------------------------- | ------------------ | ------------- |
|        | رئيس الوزارة ووزير الشؤون الخارجية             | أحمد بلافريج       | حزب الاستقلال |
|        | نائب الرئيس وزير الاقتصاد الوطني ووزير الفلاحة | عبد الرحيم بوعبيد  | حزب الاستقلال |
|        | وزير العدل                                     | عبد الكريم بن جلون | حزب الاستقلال |
|        | وزير الداخلية                                  | مسعود الشيكر       | حزب الاستقلال |
|        | وزير الدفاع الوطني                             | أحمد اليزيدي       | حزب الاستقلال |
|        | وزير التربية الوطنية                           | عمر بن عبد الجليل  | حزب الاستقلال |
|        | وزير الأشغال العمومية                          | محمد الدويري       | حزب الاستقلال |
|        | وزير الشغل والشؤون الاجتماعية                  | البشير بن العباس   | مستقل         |
|        | وزير الصحة العمومية                            | عبد المالك فرج     | مستقل         |
|        | وزير البريد والتلغراف والتليفون                | محمد عواد          | حزب الاستقلال |

كتاب الدولة
| الصورة | الحقيبة الوزارية                                                          | الاسم                  | الحزب         |
| ------ | ------------------------------------------------------------------------- | ---------------------- | ------------- |
|        | كاتب الدولة في الشؤون الخارجية                                            | أمحمد بوستة            | حزب الاستقلال |
|        | كاتب الدولة في المالية                                                    | عبد الله الشفشاوني     | مستقل         |
|        | كاتب الدولة المكلف بالتجارة والصناعة والصناعة التقليدية والملاحة التجارية | أحمد بنكيران           | مستقل         |
|        | كاتب الدولة في الصناعة والمناجم                                           | محمد مهدي بنعبد الجليل | حزب الاستقلال |
|        | كاتب الدولة المكلف بالفلاحة                                               | عبد الحفيظ القادري     | حزب الاستقلال |
|        | كاتب الدولة في الداخلية                                                   | إدريس السلاوي          | حزب الاستقلال |
|        | كاتب الدولة المكلف بالتربية الوطنية                                       | محمد الطاهري           | حزب الاستقلال |

## برنامج الحكومة
حاولت حكومة أحمد بلافريج وضع برنامج داخلي، يكون كفيلا بتجاوز الأزمات الحادة التي استجدت بالبلاد، حيث تبنت مباشرة بعد انتهاء مدة المخطط الرباعي الذي وضعته الإدارة الفرنسية سنة 1954، مخططا للعمل امتد لسنتين (1958-1959).
وكان من بين أهم ما أدرجته حكومة أحمد بلافريج في برنامجها الداخلي ما يأتي:

### الميدان الاقتصادي
- إقامة اقتصاد وطني مستقل
- مطالبة فرنسا بالاستمرار في تقديم القروض للمغرب قصد إنجاز المشاريع التنموية وتشجيع الاقتصاد الوطني
- مواصلة سياسة الإصلاح الزراعي
- إعطاء الانطلاقة لحرث مليون هكتار في إطار ما يسمى ب (عملية الحرث)
- تنويع الأسواق الخارجية

## الاستقالة
ترتبط أسباب استقالة حكومة بلافريج، بالوضع الذي كانت تعيشه البلاد. جراء حالة الإحتقان السياسي والتطاحن وعدم التعايش الذي ميز الساحة السياسية المغربية، ما بين حزب الاستقلال والنزعة الأمازيغية التي مثلتها الحركة الشعبية بزعامة كل من المحجوبي أحرضان وعبد الكريم الخطيب من جهة، والأزمة السياسية التي برزت داخل حزب الاستقلال من جهة أخرى.